# Groupe de NGC 2217
Le groupe de NGC 2217 comprend au moins quatre galaxies situées dans la constellation du Grand Chien. La distance moyenne entre ce groupe et la Voie lactée est d'environ 27,2 Mpc (∼88,7 millions d'al). 

## Membres
Le tableau ci-dessous liste les quatre galaxies qui sont indiquées sur le site « Un Atlas de l'Univers » créé par Richard Powell.  
| Nom        | Classification | Type                               | α (J2000.0)   | δ (J2000.0)    | Vitesse radiale (km/s) | Magnitude apparente | Distance (Mpc) | Diamètre (kal) |
| ---------- | -------------- | ---------------------------------- | ------------- | -------------- | ---------------------- | ------------------- | -------------- | -------------- |
| NGC 2217   | (R)SB0^+(rs)   | Lenticulaire                       | 06h 21m 39.8s | -27° 21′ 39.8″ | 1619 ± 5               | 10,7                | 25,6 ± 1,8     | 169            |
| ESO 426-1  | SAB(s)m?       | Spirale intermédiaire magellanique | 06h 21m 43.0s | -27° 33′ 36″   | 1804 ± 2               | 14,33               | 28,4 ± 2,0     | 71             |
| ESO 489-22 | IAB(s)m        | Irrégulière magellanique           | 06h 15m 19.0s | -26° 34′ 49″   | 1794 ± 7               | 14,14               | 28,1 ± 2,0     | 71             |
| ESO 489-29 | Sbc            | Spirale                            | 06h 17m 04.8s | -27° 23′ 19″   | 1703 ± 3               | 10,87               | 26,8 ± 1,9     | 180            |

Le site DeepskyLog permet de trouver aisément les constellations des galaxies mentionnées dans ce tableau ou si elles ne s'y trouvent pas, l'outil du site constellation permet de le faire à l'aide des coordonnées de la galaxie. Sauf indication contraire, les données proviennent du site NASA/IPAC.